# ジャック・リーチャー -正義のアウトロー-
『ジャック・リーチャー ～正義のアウトロー～』（原題:Reacher）はアメリカ合衆国の犯罪スリラー・テレビドラマシリーズである。ジャック・リーチャーを主人公としたリー・チャイルドのシリーズ小説に基づく。

## 概要
元アメリカ陸軍憲兵隊特別捜査官で、鍛えあげられた巨躯と鋭い頭脳を備えるジャック・リーチャーの活躍を描く。
8話からなるシーズン1は1997年刊行の小説『キリング・フロアー』に基づき、2022年2月4日にAmazon Prime Videoで配信され、2022年2月7日には『消えた戦友』に基づくシーズン2の製作が決定し、2023年12月15日より配信された。シーズン3は2025年2月20日から配信開始。

## あらすじ

### シーズン1のあらすじ
元陸軍憲兵隊特別捜査官で放浪者のジャック・リーチャーは、ジョージア州の小さな町マーグレイヴを訪れた際に、殺人事件に巻き込まれる。殺人を認めた銀行員のハブルと共に、刑務所に放り込まれたリーチャーは何者かに命を狙われたものの返り討ちにし、無実が証明されて解放される。
国土安全保障省に勤めていた兄のジョーを始め、人口1700人の田舎町マーグレイヴで多くの人が殺される異常事態となり、ベネズエラのギャングと町の実業者が組んだ大規模な偽札事件が背景にあることを知る。
町長と警察、さらにFBIを含めた腐敗を知り、清廉な警官であるフィンリーとロスコ―を仲間にして、偽札の製造工場を壊滅させて殺人犯たちを皆殺しにしたのち、町を去る。

### シーズン2のあらすじ
かつての憲兵隊時代の仲間が次々と殺され、リーチャーは生き残った仲間であるニーグリー、ディクソン、オドネルと合流して調べる。政府との契約で、あらゆる航空機を打ち落とせるミサイル"リトル・ウィング"を開発するニュー・エイジ・テクノロジー社が関わっており、行方不明の仲間スワンがその警備部にいることを知る。同じイニシャル"A.M."で様々な偽名を使い分ける謎の男が警備部長ラングストンと組み、650発のリトル・ウィングを奪ってテロリストに横流ししようとしていることを突き止める。仲間たちはスワンを疑うも、リーチャーは信じる。協力したニューヨークの誠実な警官ルッソは殺され、ディクソンとオドネルは捕らえられる。リーチャーとニーグリーは、リトル・ウィング開発を援助したラヴォイ上院議員の力を借りて仲間を解放するも、スワンは殺されたと知る。A.M.やラングストンを殺してミサイル横流しを阻止し、ラヴォイの裏切りも見破って逮捕させる。リーチャーはミサイルの代金の6500万ドルを横取りし、犠牲者の遺族と仲間たちに贈るも、自分はバスで放浪を続ける。

## 登場人物
※役名：俳優名、括弧内は日本語吹き替えの声優名

### メインキャスト
- ジャック・リーチャー : アラン・リッチソン（杉村憲司[5]） - 主人公、元合衆国陸軍憲兵隊第110特別捜査部隊指揮官の少佐で放浪者[6]

- フランセス・ニーグリー : マリア・ステン（英語版）（小澤みなみ） - 陸軍憲兵隊でのリーチャーの同僚で現在は企業警備の専門家[7]

#### シーズン1・キャスト
- オスカー・フィンリー : マルコルム・グッドウィン（英語版）（各務立基[5]） - マーグレイヴ警察の警部、ハーバード大学卒で最近マーグレイヴに移動[8]（シーズン1でメインキャスト、シーズン2でゲスト）

- ロスコー・コンクリン : ウィラ・フィッツジェラルド（生田ひかる[5]） - マーグレイヴ警察の警察官[8]（シーズン1でメインキャスト）

- KJ（クライナー・ジュニア） : クリス・ウェブスター（水内清光） - マーグレイヴの有力な実業家クライナー・シニアの息子[8]

- グローヴァー・ティール : ブルース・マッギル（さかき孝輔） - マーグレイヴの腐敗した町長でクライナーの共犯者[7]

#### シーズン2・キャスト
- カーラ・ディクソン : セリンダ・スワン（國府咲月） - 陸軍憲兵隊でのリーチャーの同僚で現在は法廷会計士（シーズン2でメインキャスト）
- デイヴィッド・オドネル : ショーン・サイポス（西健亮） - 陸軍憲兵隊でのリーチャーの同僚で現在は弁護士でフィクサー（シーズン2でメインキャスト）
- A.M. : フェルディナンド・キングズリー（石黒史剛） - イニシャルがA.M.となる様々な名前を使い分ける傭兵
- シェーン・ラングストン : ロバート・パトリック（青山穣） - 軍事会社ニュー・エイジ・テクノロジー社の警備部長

### その他出演者

#### シーズン1
- ポール・ハブル : Marc Bendavid（星野佑典） - マーグレイヴの銀行員[9]
- チャーリー・ハブル : クリスティン・クルック - ポールの妻[9]
- モズリー : ウィリー・C・カーペンター（ふくまつ進紗） - マーグレイヴの理髪店主[9]
- ジャスパー : Harvey Guillén - マーグレイヴの検視官[9]
- ベイカー : Hugh Thompson - マーグレイヴの腐敗した警官[7]
- スティーヴンソン : Jonathan Koensgen（奥田寛章） - マーグレイヴの警官
- クライナー・シニア : Currie Graham - マーグレイヴの有力な実業家[9]
- ピカード : Martin Roach - FBIの捜査官でフィンリーの旧友

#### シーズン2
- サンチェス : Andres Collantes（丸中康司） - 陸軍憲兵隊でのリーチャーの同僚で現在はアトランティックシティのカジノ警備
- オロスコ : Edsson Morales（竜門睦月） - 陸軍憲兵隊でのリーチャーの同僚で現在はアトランティックシティのカジノ警備
- フランツ : Luke Bilyk（岩河拓吾） - 陸軍憲兵隊でのリーチャーの同僚
- スワン : Shannon Kook（斎藤隼一） - 陸軍憲兵隊でのリーチャーの同僚で現在はニュー・エイジ・テクノロジー社勤務
- ラウリー : Dean McKenzie（秋葉恭平） - 陸軍憲兵隊でのリーチャーの同僚
- ガイターノ・ルッソ : ドメニク・ランバルドッツィ - NY市警刑事

### ゲスト
- モリー・ベス・ゴードン : Lara Jean Chorostecki - ジャックの兄ジョーの国土安全保障省シークレットサービスでの同僚（シーズン1に出演）
- ダイナーの男性客 : リー・チャイルド（原作者） - シーズン1で最終回の最終盤において、リーチャーがダイナーに入ったところですれ違いざまに声をかける男性客としてカメオ出演している。

## エピソード

### シーズン1のエピソード
| 通算 話数 | シーズン 話数 | タイトル                                       | 監督                   | 脚本                   | 公開日       |
| --------- | ------------- | ---------------------------------------------- | ---------------------- | ---------------------- | ------------ |
| 1         | 1             | "マーグレイヴへようこそ" "Welcome to Margrave" | トーマス・ヴィンセント | ニック・サントラ       | 2022年2月4日 |
| 2         | 2             | "初めてのダンス" "First Dance"                 | サム・ヒル             | スコット・サリヴァン   | 2022年2月4日 |
| 3         | 3             | "スプーンいっぱい" "Spoonful"                  | スティーヴン・サージク | アードリタ・ムカルジー | 2022年2月4日 |
| 4         | 4             | "木の中" "In a Tree"                           | クリスティーン・ムーア | ケイト・ダフィ         | 2022年2月4日 |
| 5         | 5             | "謝罪なし" "No Apologies"                      | ノルベルト・バーバ     | スコット・サリヴァン   | 2022年2月4日 |
| 6         | 6             | "紙" "Papier"                                  | オマール・マダ         | アードリタ・ムカルジー | 2022年2月4日 |
| 7         | 7             | "リーチャー何も語らず" "Reacher Said Nothing"  | リン・オーディング     | スコット・サリヴァン   | 2022年2月4日 |
| 8         | 8             | "パイ" "Pie"                                   | M・J・バセット         | ニック・サントラ       | 2022年2月4日 |

### シーズン2のエピソード
| 通算 話数 | シーズン 話数 | タイトル                                                 | 監督                 | 脚本                                       | 公開日         |
| --------- | ------------- | -------------------------------------------------------- | -------------------- | ------------------------------------------ | -------------- |
| 9         | 1             | "ATM"                                                    | サム・ヒル           | ニック・サントラ                           | 2023年12月15日 |
| 10        | 2             | "アトランティックシティ" "What Happens in Atlantic City" | サム・ヒル           | スコット・サリヴァン                       | 2023年12月15日 |
| 11        | 3             | "写真は多くを語る" "Picture Says a Thousand Words"       | オマール・マダ       | ペニー・コックス                           | 2023年12月15日 |
| 12        | 4             | "音楽会の夜" "A Night at the Symphony"                   | オマール・マダ       | ケイト・ダフィ                             | 2023年12月22日 |
| 13        | 5             | "葬儀の日" "Burial"                                      | キャロル・バンカー   | スコット・サリヴァン                       | 2023年12月29日 |
| 14        | 6             | "ニューヨークの刑事" "New York's Finest"                 | キャロル・バンカー   | ケイト・ダフィ & マイケル・J・グティエレス | 2024年1月5日   |
| 15        | 7             | "男の意地" "The Man Goes Through"                        | ジュリアン・ホームズ | ペニー・コックス & リリアン・ワン          | 2024年1月12日  |
| 16        | 8             | "血戦のはて" "Fly Boy"                                   | ジュリアン・ホームズ | スコット・サリヴァン                       | 2024年1月19日  |

### シーズン3のエピソード
| 通算 話数 | シーズン 話数 | タイトル                                              | 監督               | 脚本                              | 放送日        |
| --------- | ------------- | ----------------------------------------------------- | ------------------ | --------------------------------- | ------------- |
| 17        | 1             | "潜入" "Persuader"                                    | サム・ヒル         | スコット・サリヴァン              | 2025年2月20日 |
| 18        | 2             | "輸送" "Truckin'"                                     | サム・ヒル         | ペニー・コックス                  | 2025年2月20日 |
| 19        | 3             | "組織のナンバー2" "Number 2 with a Bullet"            | ゲイリー・フレダー | ケイト・ダフィ                    | 2025年2月20日 |
| 20        | 4             | "ドミニク" "Dominique"                                | サム・ヒル         | リリアン・ワン                    | 2025年2月27日 |
| 21        | 5             | "奇策" "Smackdown"                                    | サム・ヒル         | マイケル・J・グティエレス         | 2025年3月6日  |
| 22        | 6             | "スモーク・オン・ザ・ウォーター" "Smoke on the Water" | サム・ヒル         | スコット・サリヴァン              | 2025年3月13日 |
| 23        | 7             | "ロサンゼルスへ" "L.A. Story"                         | サム・ヒル         | ペニー・コックス & ケイト・ダフィ | 2025年3月20日 |
| 24        | 8             | "決着の時" "Unfinished Business"                      | サム・ヒル         | スコット・サリヴァン              | 2025年3月27日 |